# Barevnost textilie
Barevnost textilie (angl.: colourfulness of fabric, něm.: Farbigkeit der Textilie) je schopnost vlákenného materiálu odrážet určitou oblast vlnových délek viditelného světla a zbývající část světla absorbovat.
Normální lidské oko může rozeznávat až 2 miliony barevných odstínů, ze kterých se prakticky používá k zušlechťování textilií jen několik tisíc.
Barevnost téměř všech oděvních a bytových textilií se získává napouštěním barvivy nebo pektiny. Bez obarvení se používají jen některé technické textilie (např. výztuže) nebo příze z přírodně zbarvených vláken (např. melanže).

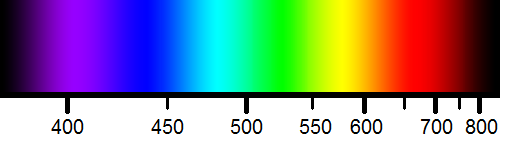
Barevné spektrum viditelného světla

## Hodnocení barevnosti
Pro požadovaný odstín barvy se při barvení (bělení, potiskování) zpravidla reprodukuje předložený vzorek. Na základě vzorku se stanoví recept a technické podmínky reprodukce, výsledný výrobek se srovnává s předlohou.
Vznikající barva je definována a hodnocena odstínem, sytostí a stupněm jasnosti. Nepestré barvy (bílá, černá, šedá) se rozlišují jen stupněm jasnosti. 
Hodnocení se provádí
vizuálně, porovnáním zkušenými barvíři nebo
měřením s pomocí speciálních nástrojů (kolorimetrií*)
* Kolorimetrie je technika analytické chemie k určování koncentrace roztoku měřením jeho barevnosti.

## Vizuální hodnocení
Vizuální hodnocení barev (školeným) lidským okem se provádělo od pradávna. Jako znalci jsou sice vyloučeni barvoslepí (statisticky až 8 % mužů a 1 % žen) a podmínky zkoušek (osvětlení, úhel dopadu světelných paprsků, stav vzorků) byly v roce 1967 částečně standardizovány, výsledky jednotlivých zkoušek jsou však subjektivní a vykazují až 20 % chybných rozhodnutí.
Vizuální hodnocení je v praxi použitelné jen s předem sjednanými podmínkami mezi výrobcem a odběratelem, ve kterých se na základě vzorků definují přijatelné odchylky od požadovaného odstínu barvy.
Na konci 20. století byla však vizuální metoda v textilních zušlechťovnách používána častěji než hodnocení s pomocí přístrojů. 

## Hodnocení barevnosti s pomocí přístrojů

### Metrika barev

Zobrazení barevného prostoru se 3 základními barvami světla z roku 1931

Vlastnosti světla, které dopadá odrazem od barevného materiálu do lidského oka se sice mohou objektivně zjišťovat spektrofotometrem, fyzikální hodnoty přístroje se však nedají přímo použít jako měřítko vjemu lidským zrakem. Pro spektrální charakteristiku byla proto v roce 1931 vytvořena tzv. normální valence se třemi základními hodnotami (trichonometrickými souřadnicemi) x[λ], y[λ] a z[λ] barevného prostoru. Přepočtem na kombinací těchto tří hodnot se dá matematicky definovat každá barva.

### Odlišnost barev
Barevný prostor se je trojdimenzionální, často znázorňovaný jako koule definovaná třemi osami:
L* = osa stupně jasnosti, a* = osa zelená-červená (barva), b* = osa žlutá-modrá

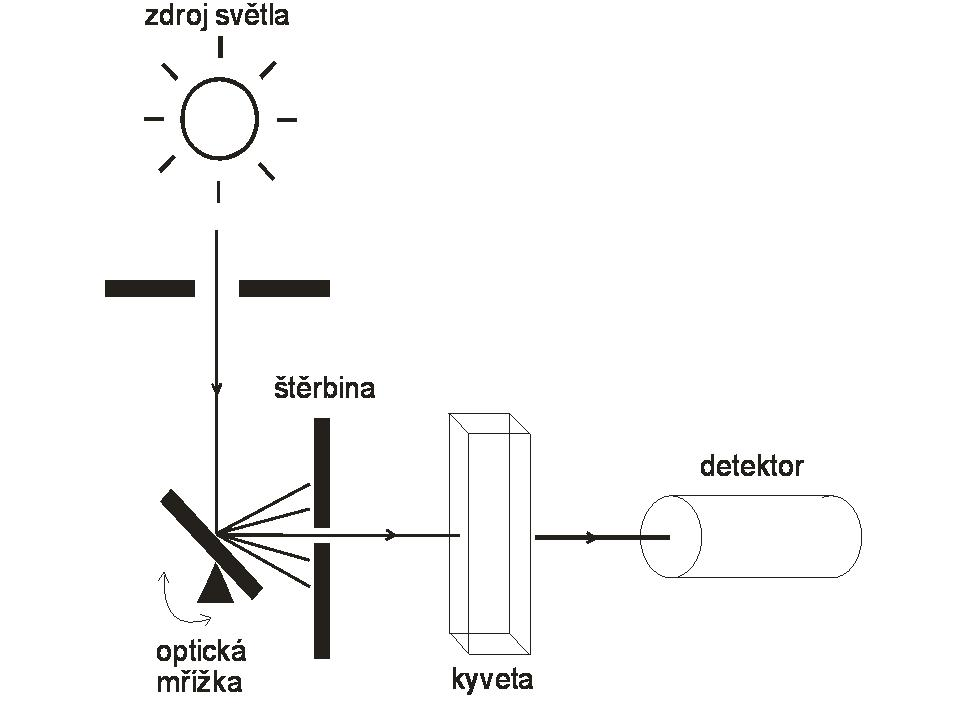
Schéma spektrofotometru

Mezinárodní komise pro osvětlování (CIE) vydala v roce 1976 matematickou rovnici, na základě které se dá pro každý odstín barvy definovat poloha v prostoru a průměrná odlišnost:
{\displaystyle dE99*={\sqrt {(dL*)^{2}+(da*)^{2}+(db*)^{2}}}}
Pro stanovení hranice mezi jednotlivými odstíny (včetně přibližné tolerance nepřesností) byly v posledních letech 20. století vyvinuty modifikace této rovnice, jejichž výsledky se přibližují vizuálnímu hodnocení. Od začátku 21. století patří k nejpoužívanějším definice DE99:
{\displaystyle dE99*={\sqrt {(dL99)^{2}+(dC99)^{2}+(dH99)^{2}}}}
kde platí:
{\displaystyle C*ab={\sqrt {(a*)^{2}+(b*)^{2}}}}
{\displaystyle Hab=tan^{-}1{\frac {b*}{a*}}}  
Spektrofotometr měří barevné spektrum obvykle v intervalech po 10 nebo 20 nm. Hodnoty zjištěné přístrojem dosazené do uvedené rovnice dávají výsledky, které se liší v závislosti na struktuře textilie i při naprosto stejném odstínu barvy a u některých barev se značně odchylují od vizuálního hodnocení.
Ve 2. dekádě 21. století doporučují proto zkušení odborníci pro praxi v zušlechťování textilií k hodnocení barevnosti kombinaci vizuálního a přístrojového měření. 

## Hodnocení barevnosti ve zvláštních případech

### Bělost a žloutnutí
Ve 2. dekádě 21. století nebyly dosud pro tento účel vyřešeny zejména: jednotné standardy a tolerance, způsoby osvětlení vzorků a kalibrování přístrojů

### Barevnost mokrých textilií
Textilie vykazují rozdíly v barevnosti mezi suchým a mokrým stavem. Odchylky se musí pro každý druh materiálu zjistit testováním, pro další použití zůstávají konstantní.

### Hodnocení barevnosti s pomocí umělé neuronové sítě („umělé inteligence“)
Výsledky prvních pokusů s použitím této metody byly zveřejněny na začátku 90. let 20. století. Byly měřeny např. bavlněné tkaniny a polyesterové příze, pro které byly sestaveny recepty a doba barvení. Odchylky se pohybovaly v rozmezí 2 %.
Ve 2. dekádě 21. století byly zveřejnovány zprávy o podobných pokusech, o komerčním využití této metody není dosud nic známo.

### Barva bavlněných vláken
je jedno z nejdůležitějších kritérií pro klasifikaci surové bavlny. Od roku 2000 se hodnotí více než 90 % světové produkce této suroviny metodou HVI (od firmy Zelweger), která se zakládá na principu kolorimetriky. Vzorek vláken bavlny je slisován, světlo se k němu přivádí přes dva filtry (jeden na modrou a jeden na zelenou část barevného spektra) a měří se dvěma oddělenými detektory. Jeden udává odrazivost (Rd), kterou se definuje lesk vzorku a druhým se měří zažloutnutí (+b) definující pigmentaci bavlny.